# Ormosia tokionis
Ormosia tokionis là một loài ruồi trong họ Limoniidae. Chúng phân bố ở miền Cổ bắc.